# Rodrigo Saldarriaga
Rodrigo Saldarriaga Sanín (Envigado, 14 de noviembre de 1950-Medellín, 22 de junio de 2014) fue un político, arquitecto y maestro en artes escénicas colombiano, electo en 2014 como Representante a la Cámara por Antioquia.

## Biografía
Nació en el municipio de Envigado en 1950, arquitecto de la Universidad Nacional, doctor honoris causa, Maestro en Artes Escénicas de la Universidad de Antioquia, estuvo unido toda su vida al campo cultural como fundador del Pequeño Teatro. En 1968 se unió al MOIR y fue dirigente del gran movimiento estudiantil que en los años 70 protestó ampliamente por la autonomía universitaria. En 1994 fue ganador de la beca para la creación artística de Colcultura.
Fue miembro fundador del Polo Democrático; en 2007 fue candidato a la gobernación de Antioquia y registró 58.657 (3,08%), ocupando el tercer lugar, atrás de Luis Alfredo Ramos y Eugenio Prieto Soto. En 2011 nuevamente se presentó como candidato a la gobernación, sacando 39.771 votos (2.12%), ocupando el cuarto lugar.
En las Elecciones legislativas de Colombia de 2014 fue elegido Representante a la Cámara, cargo en el cual no pudo posesionarse al morir un mes antes de su posesión.